# Kleodora

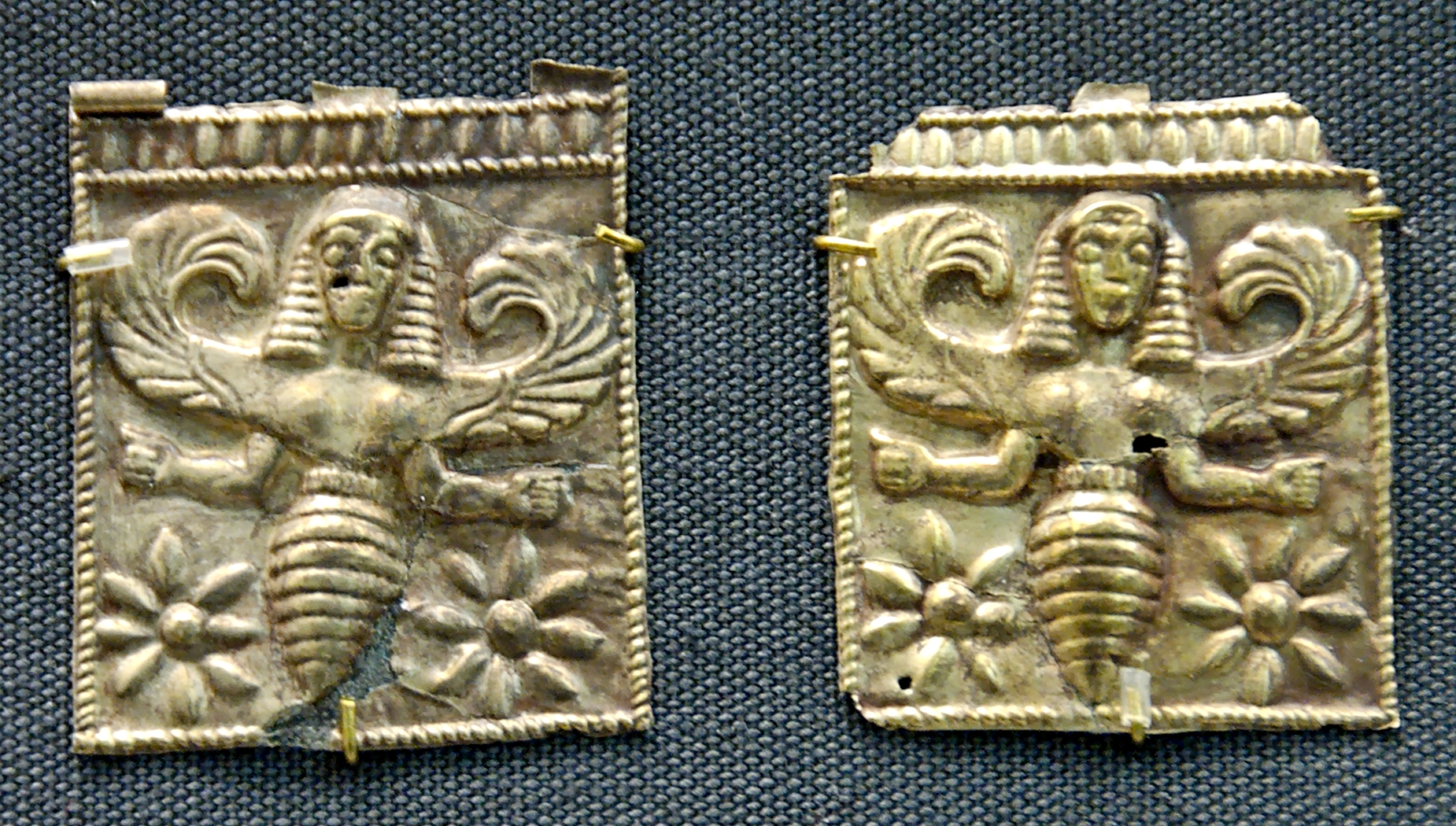
Gouden plaketten met de gevleugelde Bijengodinnen, mogelijk de Thriai, gevonden op Rhodos, 7e eeuw v.Chr. (British Museum).

Kleodora (of Cleodora) was in de Griekse mythologie een van de profetessen, de Thriai, een triade van nimfen die de toekomst voorspelden door met steentjes of keitjes te gooien. Samen met haar zussen (als de Coryciden) en Daphnis leefde zij op de Parnassusberg in Phokis.
Kleodora stamde af van de lokale riviergodheid Kephissos, of Pleistos, uit Noord-Boeotië (Boeotische Cephisus). Er was in of nabij Delphi een bron die zij waarschijnlijk ooit bewoonde.
Kleodora werd door Poseidon bemind. Met hem (of Kleopompos) werd zij de moeder van Parnassos, die de stad Parnassus stichtte.